# Nyktofobi
 Denne artikel omhandler filmen. For frygt for mørke, se mørkerædsel.
Nyktofobi er en dansk kortfilm fra 2014 instrueret af Josephine Rouchmann, Daniela Groth Larsen, Sanne Drejer Dinesen, Katrine Juliane Krone og Maria Robstad Nielsen.

## Handling
En ung dreng er mørkeræd. Forskellige omstændigheder tvinger ham dog ud på en tur gennem en mørk skov, hvor han må konfronteres med sin frygt. Ved brug af flere "hjælpere" når drengen dog til sidst sit mål og overvinder sin frygt.